# Играј своју игру
Играј своју игру (енгл. Ocean's Eleven) је амерички филм Стивена Содерберга из 2001. године. У главним улогама су Џорџ Клуни, Бред Пит, Мет Дејмон, Дон Чидл, Енди Гарсија, Берни Мек и Џулија Робертс.
Филм је добио позитивне критике и био је финансијски успешан; био је пети најуспешнији филм из 2001. године са зарадом од преко 450 милиона долара. Содерберг је режирао два наставка, Играј своју игру 2 (2004) и Играј своју игру 3 (2007). Спин-оф филм, Оушнових 8, са главном женском поставом је изашао 2018. године.

## Радња
Неколико сати након што је пуштен из затвора, Дени Оушан (Џорџ Клуни) почиње бирати увежбану екипу једанаестеро пљачкаша који ће опљачкати централни трезор који деле три велика касина у Лас Вегасу: Bellagio, The Mirage и . Планирају извршити пљачку током навелико најављеног бокс меча између Ленокса Луиса и Владимира Кличка. Како одбор за издавање коцкарских дозвола државе Неваде захтева да касина имају новац за сваки жетон који се налази у игри, процењују да би се у трезору могло наћи 150 милиона долара. Власник тројих касина Тери Бенедикт (Енди Гарсија), је љубавник Денијеве бивше жене, Тес Оушан (Џулија Робертс). Како се прича распетљава, постаје очито да је једна од сврхи пљачке да Дени врати Тес. Целу операцију богати бивши власник касина (и Бенедиктов ривал) Рубен Тишкоф (Елиот Гулд). 
Пажљиво испланирана пљачка укључује неколико повезаних одвраћања пажње и превара. Близанци Мелој (Скот Кан и Кејси Афлек), претварајући се да су хотелски службеници, приступају заштићеном подручју и почну се наглас свађати око картице за врата. Како би их утишао, други заштитар се понуди да одвезе колица „с Бенедиктовим новцем“ уместо њих. У колицима се заправо налази „Невероватни Јен“ (Шаобо Чин), кинески акробат, човек од гуме, који улази у трезор.
Заштитне шифре, које се мењају двапут дневно, доносе се Бенедикту лично. Лајнус (Мет Дејмон), вешти џепар, представи се као члан одбора за издавање дозвола који прати крупијеа на блекџек који је уједно и осуђеник, Френк Катон (Берни Мек), што му омогућује да прође осигурање у пратњи Бенедикта. Усред такмиче између Френка и Лајнуса, Лајнус успева украсти шифре. Френк бива отпуштен, што је био и план јер ће се тако избећи питања зашто се након пљачке није појавио на послу. Лајнус остаје у осигурању, рекавши како је заборавио пејџер, а Бенедикт одлази на бокс меч.
Сол Блум (Карл Рајнер) се представи као бизнисмен из источне Европе и наговори Бенедикта да стави неколико драгуља у сеф касина. Док надгледа пренос драгуља, Сол одглуми срчани удар како би чуварима одвратио пажњу. Расти (Бред Пит) и близанци Малој, претварајући се да су медицинско особље, тобоже га покушају оживјети. Док су заштитари заузети „умирућим“ улазак у отвор лифта и остале акције банде. Расти проглашава Сола мртвим, а „хитна помоћ“ износи Солово тело из касина. На путу, он сигнализира Башеру Тару (Дон Чидл), стручњаку за експлозив, да детонира електромагнетски импулс како би нестало струје у граду. Лајнус и Дени неопажено се спуштају кроз отвор лифта до трезора само неколико тренутака пре него што се пале помоћни генератори.
Дени и Лајнус испред трезора сузавцем онеспособљавају двојицу стражара. Јен у трезору прескаче преко подних сензора (нашавши се близу врата) и постави Солове „драгуље“ (заправо експлозивне набоје) на шарке врата. Дени поставља детонаторе на иста места с друге стране врата и активира их; врата се изваљују.
Расти (сада опет у касину) назива Бенедикта на мобилни (који је Дени убацио у џеп Тесине хаљине), рекавши му да су му управо опљачкали „око 160 милиона долара“ - износ који Бенедикт потврђује. Видео-сигнал се изненада мења, а на мониторима се почне приказивати пљачка (такође прије снимљена). Бенедикт назива 911 (позив пресреће Ливингстон и одговори претварајући се да је диспечер). Стиже екипа специјалаца (коју заправо чине прерушени чланови банде) и изнесе новац из сефа. Бенедикт схвата, али прекасно, да је снимак пљачке подметнута.
Дени (вративши се кроз таваницу у стражарску собу у којој га је Бенедикт држао) понуди Бенедикт лажну помоћ у враћању новца ако му Бенедикт препусти Тес; Бенедикт пристаје. Екипа покаже Теси снимак у којој се Бенедикт одриче. Згађена, Тес оставља Бенедикта.
Након пљачке, Дени бива ухапшен због кршења условне казне и послан натраг у затвор на шест месеци. По изласку, испред затвора га дочека Расти који је у ауту довео и Тес. Одлазе, свесни да их следе Бенедиктови стражари.

## Улоге
| Глумац         | Улога                |
| -------------- | -------------------- |
| Џорџ Клуни     | Дени Оушн            |
| Берни Мек      | Френк Катон          |
| Бред Пит       | Роберт „Расти” Рајан |
| Елиот Гулд     | Рубен Тишкоф         |
| Кејси Афлек    | Вирџил Мелој         |
| Скот Кан       | Терк Мелој           |
| Еди Џемисон    | Ливингстон Дел       |
| Дон Чидл       | Башер Тар            |
| Шаобо Чин      | „Невероватни” Јен    |
| Карл Рајнер    | Сол Блум             |
| Мет Дејмон     | Лајнус Калдвел       |
| Енди Гарсија   | Тери Бенедикт        |
| Џулија Робертс | Тес Оушн             |

## Стварни животни модели
Верује се да је као инспирација за оба филма била славна, вешто изведена пљачка зграде Бринк'с секјуритија у Бостону од стране једанаестеро људи, позната као „Посао Бринк'с“.
Лик који је глумио Енди Гарсија делимично је темељен на Стиву Вину, власнику Белација, Миража и Вин Лас Вегаса. Једна од реченица које Гарсија изговара у филму је „Ако будеш купио спортски ауто од сто хиљада долара у Њупорт Бичу, бићу страшно разочаран.“ То је референца на стварну отмицу Кевин Вин, ћерке Стива Вина из 1994, где је један од отмичара ухваћен један дан касније у Њупорт Бичу након што је намеравао купити Ферари готовином.
У сцени где Сол (Пол Рајнер) хода према сигурносној соби с Бенедиктом (Енди Гарсија) при чему га препознаје стари пријатељ, он се обраћа Верџилу (Кејси Афлек) и Терку (Скот Кан) по именима „Михаил“ и „Владимир“. То је референца на Михаила Калињина и Владимира Лењина, који су били бољшевички револуционари. 

## Разлике од оригинала
Осим насловног јунака, ниједан пљачкаш у римејку нема име као онај у оригиналу, иако деле неке од њихових особина. Коришћење искусних професионалних криминалаца у пљачки такође је разлика у односу на оригинал, у којем је екипа састављена од ратних ветерана. Филм је зато пуно сличнији „Жаоки“ него „Играј своју игру“ из 1960. године.

## Детаљи
У стварности, 160 милиона америчких долара у новчаницама од 100 долара би тежило 1602 килограма или 1,6 тона, пуно више од осам путних торби које носе лопови прерушени у специјалце. Како би оправдао чињеницу да се наведена свота новца држи у трезору, филм наводи измишљену одредбу Одбора за издавање коцкарских дозвола Неваде да сва казина морају имати довољно новца и кованица како би покрили сваки жетон у игри. У стварности, казина износе из трезора сав вишак новца што је пре могуће.